# Anton Alexejewitsch Kurjanow
Anton Alexejewitsch Kurjanow (russisch Антон Алексеевич Курьянов; * 11. März 1983 in Ust-Kamenogorsk, Kasachische SSR) ist ein ehemaliger russischer Eishockeyspieler.

## Karriere
Anton Kurjanow begann seine Karriere 1998 bei der zweiten Mannschaft des HK Awangard Omsk. Die Saison 2001/02 spielte der Stürmer bei Mostowik Kurgan, bevor er 2002 für eine Spielzeit vom HK Sibir Nowosibirsk verpflichtet wurde. Bei seinem Heimatverein HK Awangard Omsk stand Kurjanow ab 2003 wieder unter Vertrag und spielte für diesen bis 2013 in der Superliga und  Kontinentalen Hockey-Liga. Dabei absolvierte er über 550 Liga-Einsätze für den Klub.
Im Mai 2013 erhielt er einen Vertrag über ein Jahr Laufzeit beim HK Traktor Tscheljabinsk, wurde aber nach 13 Spielen auf die Waiver-Liste gesetzt und Ende Oktober 2013 aus seinem Vertrag entlassen. Einen Tag später wurde er erneut von seinem Heimatverein verpflichtet.
Zwischen 2016 und November 2017 stand Kurjanow beim HK Jugra Chanty-Mansijsk unter Vertrag.

### International
Kurjanow spielte mit der russischen Nationalmannschaft bei der Weltmeisterschaft 2009, wo er mit dem Team die Goldmedaille gewann.

## Erfolge und Auszeichnungen
- 2004 Russischer Meister mit dem HK Awangard Omsk
- 2005 IIHF-European-Champions-Cup-Gewinn mit dem HK Awangard Omsk
- 2006 Russischer Vizemeister mit dem HK Awangard Omsk
- 2009 Goldmedaille bei der Weltmeisterschaft

## KHL-Statistik
(Stand: Ende der Saison 2016/17)